# Jonny DeLuca
Jonathan Davis DeLuca (Thousand Oaks, California, 10 de julio de 1998), más conocido como Jonny DeLuca, es un jugador profesional estadounidense de béisbol que se desempeña en la posición de jardinero derecho en Tampa Bay Rays, equipo de las Grandes Ligas de Béisbol (MLB).

## Carrera
DeLuca hizo su debut en la MLB con el equipo Los Angeles Dodgers, en el cual jugó una temporada (2023), después pasó a Tampa Bay Rays, donde lleva jugando una temporada.